# قمام

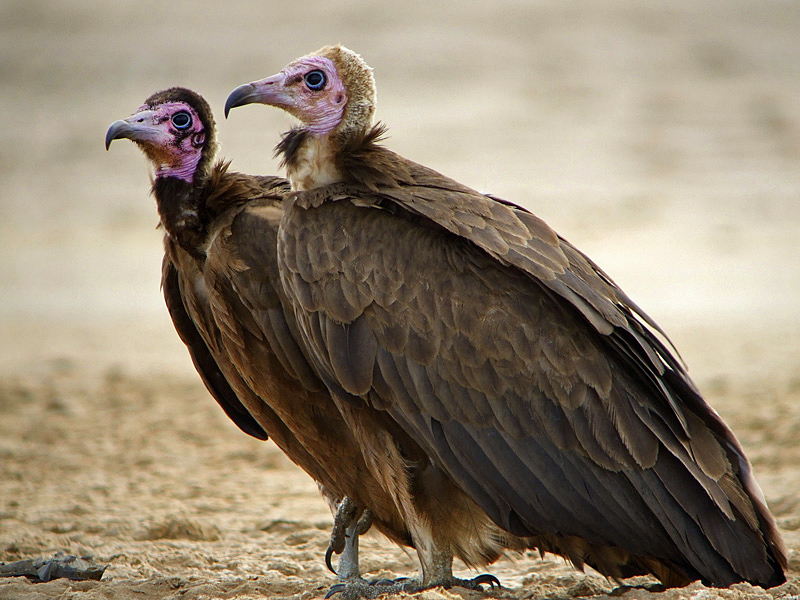
نسر أفريقي يقتات على الجيف من الحيوانات

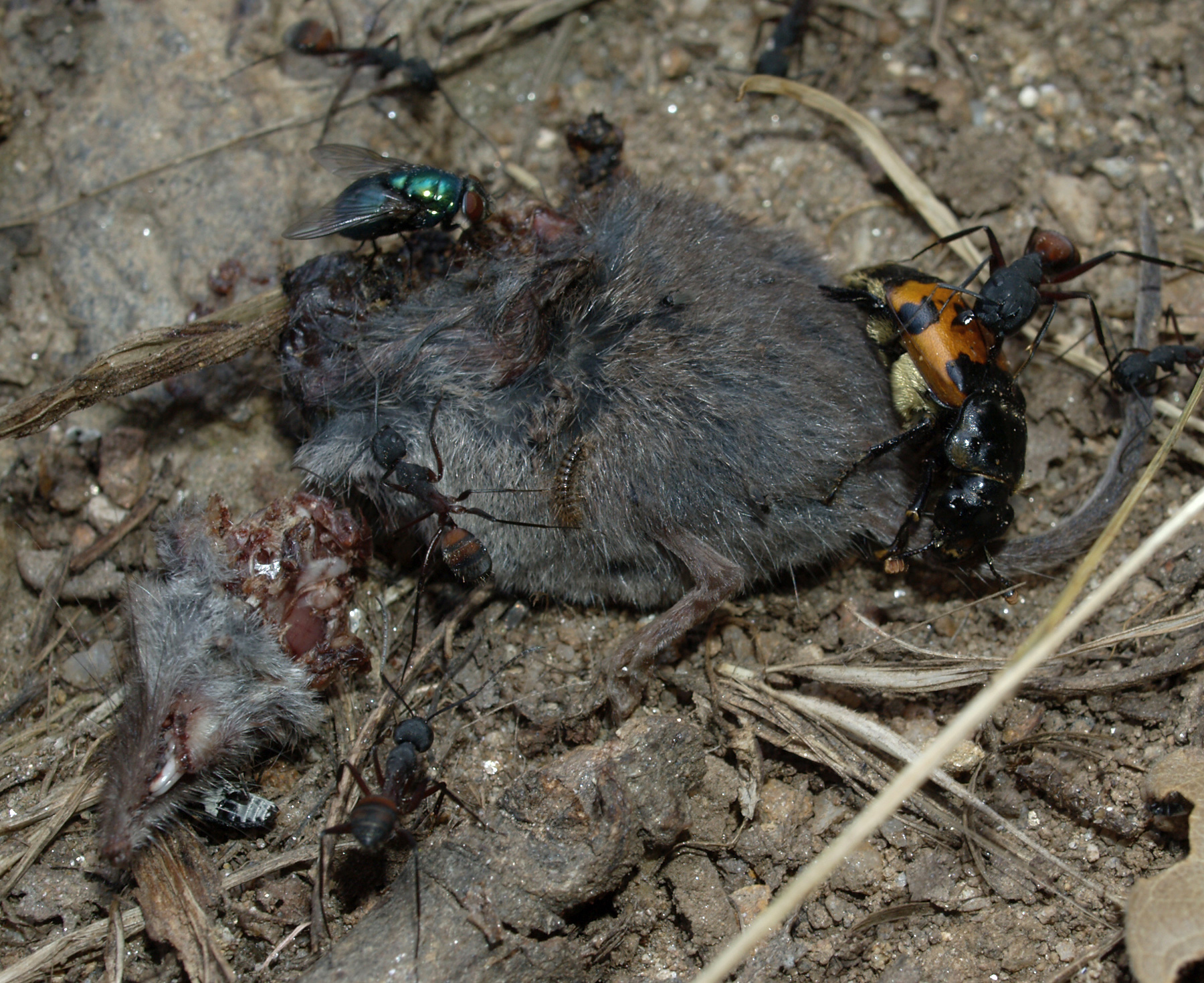
حشرات تقتات على حيوان ميت

الحيوان القمَّام أو آكل الجيف أو الكانس أو الدَّامِنة أو الهوَّاكة هو حيوان يتغذى بصفة دائمة أو مؤقتة على الكائنات الميتة والتي بدأت تتحلل. يطلق على هذه الكائنات اسم المنظف أو الزبال لما لهذا الفعل من تنظيف للبيئة والحفاظ عليها.

## عند الحيوانات
عند الحيوانات، تضم قائمة آكلي الجيف النسور والخنافس والذباب والبوم والراكون. إضافة لحيوانات تصطاد بشكل منتظم، مثل الضباع. نادرا ما تفكر حيوانات مثل الأسود والنمور، والذئاب في أكل الجيف، إلا إذا أتيحت لها الفرصة أو تستخدم حجمها وضراوة لترهيب الصائد الأصلي للفريسة (الفهد هو استثناء ملحوظ). ومن ناحية أخرى، فإن كل آكلي الجيف فوق حجم الحشرة مطاردة تذهب للصيد إذا لم يكن هناك ما يكفي من الجيف المتاحة ولم يتوفر ما يكفي من الحيوانات النافقة على مدار السنة. من بين آكلي النباتات الميتة النمل الأبيض التي تبني جحورها في المراعي وثم تجمع النباتات الميتة لاستهلاكها.

## عند الإنسان

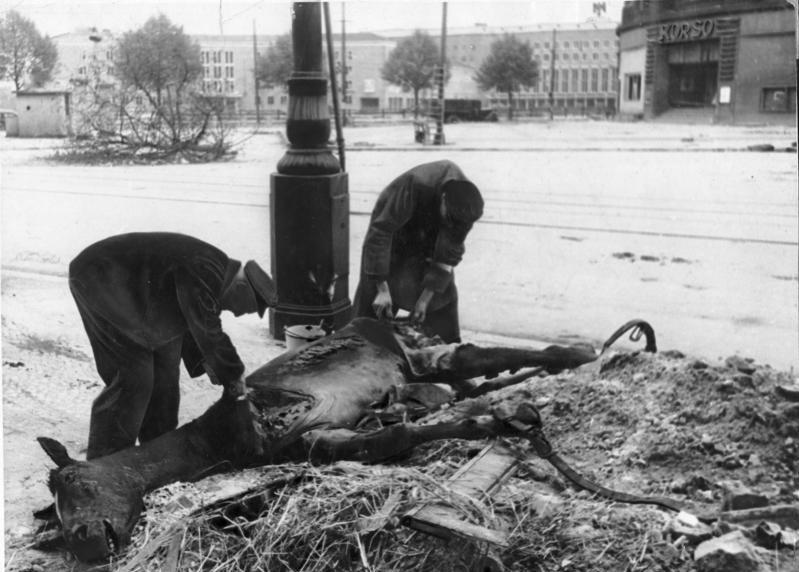
رجلان يقطعان اللحم من جثة حصان خلال الحرب العالمية الثانية (بعد نهاية معركة برلين) عام 1945

لا تقر الحضارات الإنسانية أكل الجيف. ولكن شهدت بعض الفترات خاصة المجاعات، اضطرار البشر لأكل الجيف لندرة أو غياب الأكل.
دراسة الإنسان ومنطقة نشاط إنسان العصر الحجري القديم تشير إلى أن الجنس البشري، في الأصل نباتي. الإنسان بطبيعته ليس مفترسا ويعتقد أن أكله للحم كان مصدره بقايا جثث ضحايا الحيوانات المفترسة. أي أن الإنسان الأول أكل الجيف قبل أن يتعلم الصيد وتربية الماشية.

## معرض الصور

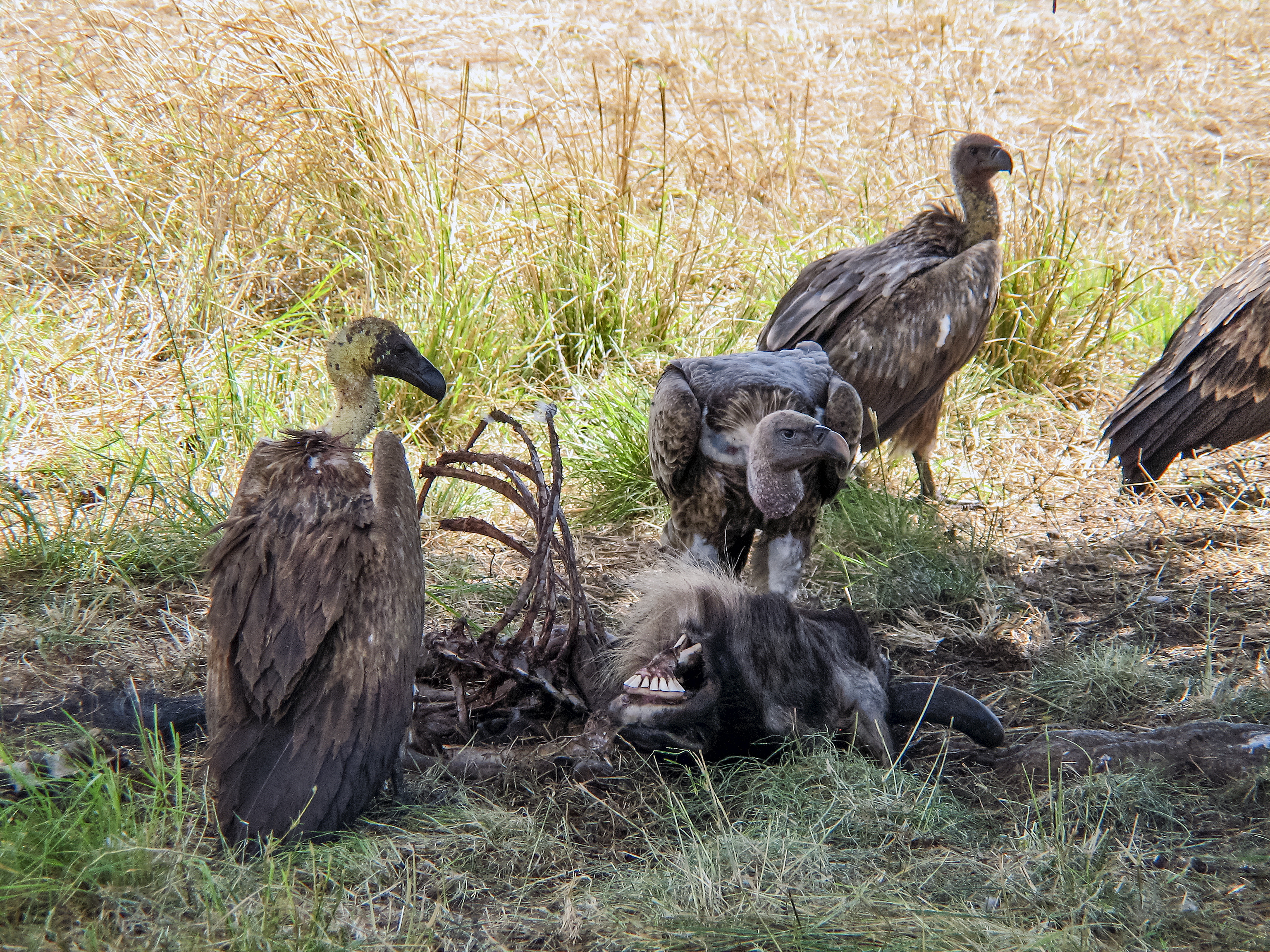
جوارج تقتات على بقايا حيوان ميت
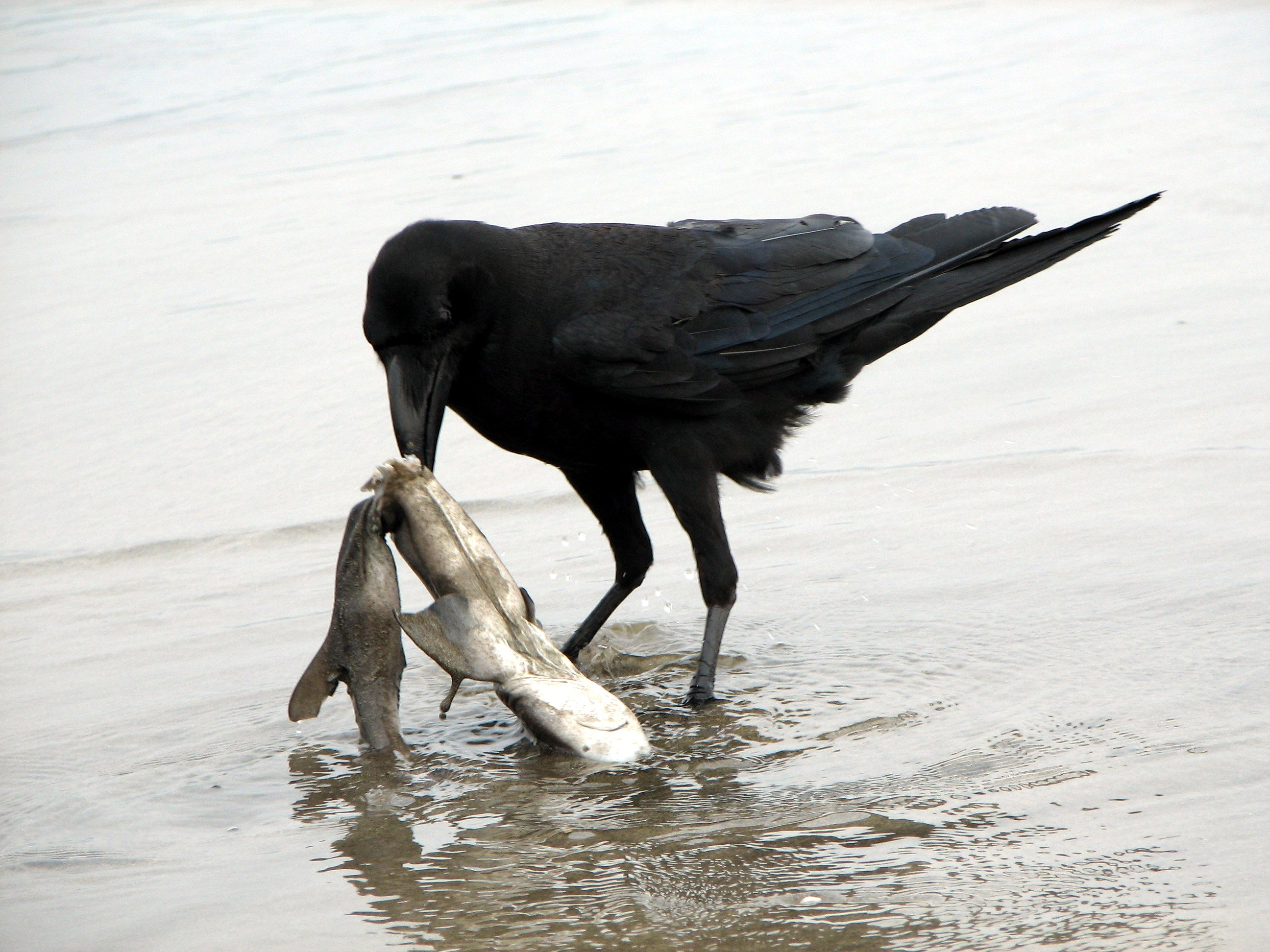
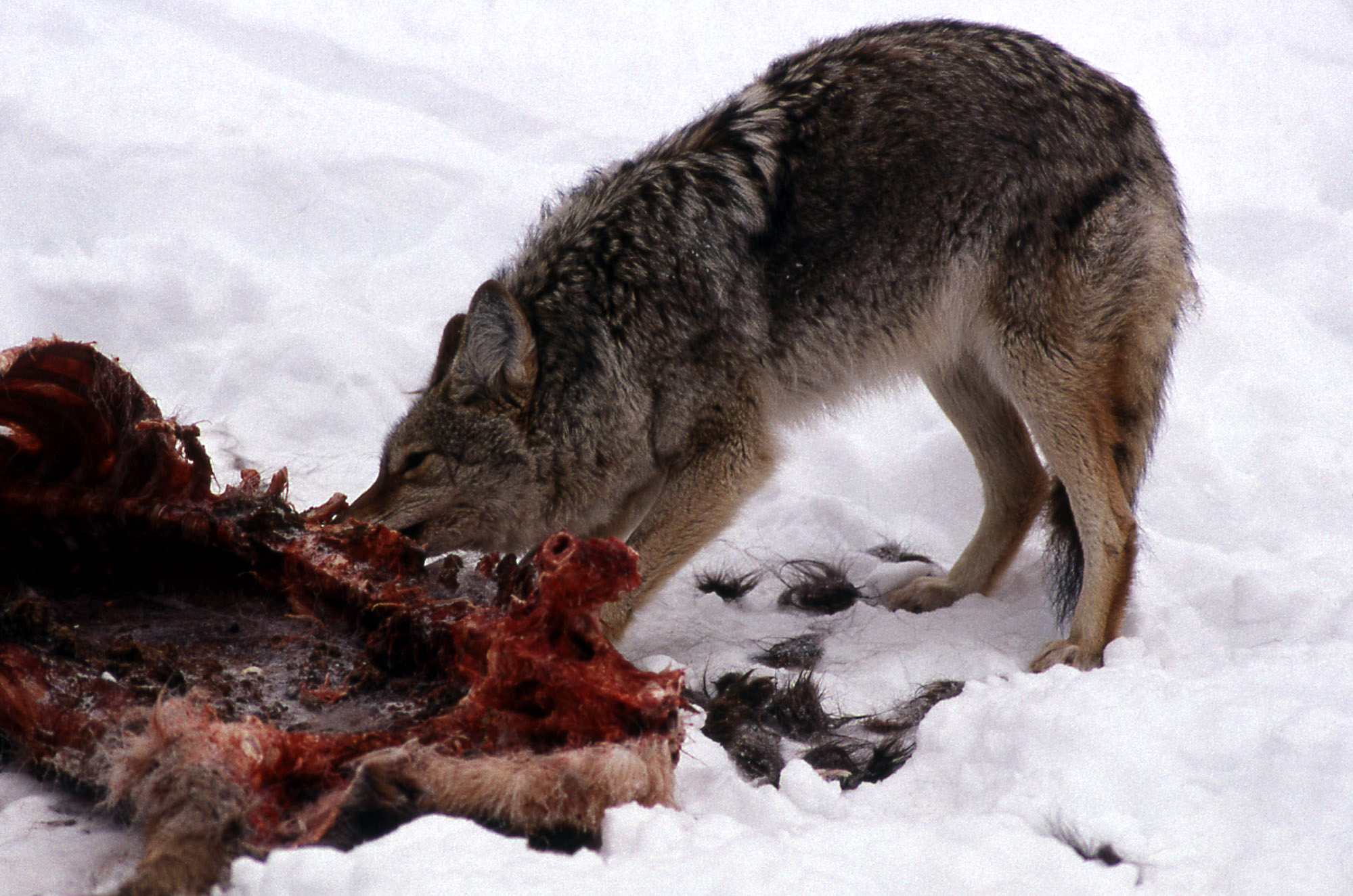
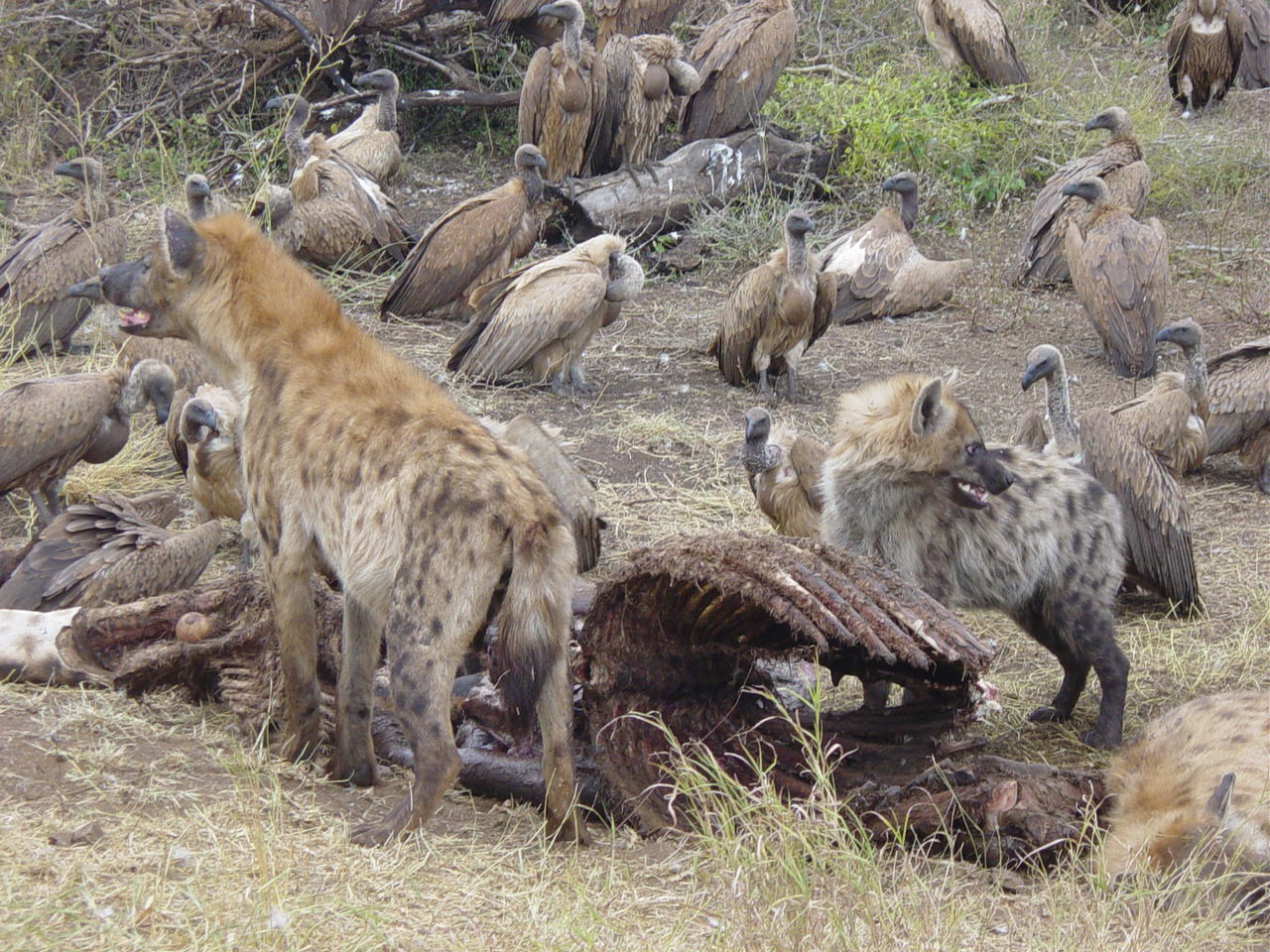